# 佐藤かよ
佐藤 かよ（さとう かよ、1988年12月26日 - ）は、日本のファッションモデル、タレントである。エイジアプロモーション所属。

## 経歴
愛知県に男性として出生する。小学校入学時に、ランドセルの色の違いや席順で自分の性に違和感を自覚し、小学3年生の時に着替えが男女別に行われるようになると、違和感はより顕著となる。15歳から女性ホルモンの注射を受ける。
性同一性障害で苦しみ、中学生の時に「このままでは生きていけない」と思い、卒業後に家出をした。家出当夜、女性用の衣服を借りるために幼なじみの女性の家を尋ねると、心情を察して何も言わずに服を貸してくれた。コンビニなどのアルバイトを経て、家出から4年後に、知人の紹介で念願だった婦人服売場の店員になる。半年後に、雑誌社からスカウトされてモデル事務所の社長を紹介された。
2008年頃から名古屋ローカルのファッション雑誌『東海SPY GIRL』で専属モデルを務め、東京などでレースクイーン やラウンドガール などを経験した。
2010年に出生時の性別は男性であることをカミングアウトした。
2011年6月23日に初のフォトブック『Re-born』を発表し初のセミヌードを披露した。
2011年11月12日に国立代々木競技場で催された「Girls Award 2011 by CROOZ blog Autumn/Winter」でモデルとして参加 したのちに、2012年10月13日にさいたまスーパーアリーナ『東京ガールズコレクション2012 AUTUMN/WINTER』、2013年3月2日に国立代々木体育館『東京ガールズコレクション2013 Spring/Summer』、同年8月31日にさいたまスーパーアリーナ『東京ガールズコレクション2013 Autumn/Winter』、9月28日に国立代々木競技場第一体育館『Girls Award2013 Autumn/Winter』と次々にランウェイモデル を勤める。
2019年に韓国へ移住しゲーム実況者になっていたことを明かした。
2021年6月25日、YouTubeチャンネル『Kayo Kayo 佐藤かよ』を開設した。

## 人物
- 趣味は買い物、ゲーム。特技は格闘ゲーム、モノマネである[18]。
- 性別適合手術を受けたか否かは明言していないが、『魔女たちの22時』でカミングアウトした直後、週刊誌『女性セブン』のインタビューで「戸籍以外は、ほぼ女性になった」と語り[7]、バラエティ番組『メレンゲの気持ち』で久本雅美の問いかけに応えて手術を受けたことを認めた[19]。15歳から女性ホルモンを定期的に注射し[11]、体毛は薄く、ひげなどもあまり気をつかわない[8]。
- バラエティ番組『魔女たちの22時』でカミングアウトしたが、出演前に所属事務所の社長へカミングアウトしている。整形手術を受けていないために学生時代の知人で気づいた者がおり、社長に「佐藤かよは男性だという噂がある」とメールが届いた。インターネット掲示板でも同様の書き込みがあったため、佐藤は悩んだ末、社長に事実を告げた。社長は最初は驚いていたが、モデルの仕事で迷惑がかからないように、佐藤がその時結んでいた契約を解約すると、テレビ番組でカミングアウトすることを許した[8]。
- 家庭の都合で幼稚園から小学校までを埼玉県で過ごし、のちに佐藤と同じくファッションモデルとなる菜々緒とよく遊んでいた。13年ぶりに2人が再会した際、佐藤が女性の風体で菜々緒は驚いた[20][21]。
- 自身はセーラーマーズ、菜々緒はセーラームーンになって、セーラームーンごっこで遊んだ[22]。
- 幼少時に女性らしい言動をとっても友人から差別やいじめを受けたことはなく、周囲は良き理解者だった。家族も「一番つらいのは、かよ本人」と理解を示した。母を「なんで普通に産んでくれなかったの?」と責めた時も、母は「あなたは私の子供に変わりない。そばにいてくれればいいから」と言って受け入れた[7]。父も理解者だが全てを理解しているとは言い難く、戸籍を変えた時に何らかの資格取得に挑戦して父を喜ばせたいと語っている[7]。
- 悪筆であり、｢中居正広の怪しい噂の集まる図書館｣の｢怪しい美文字大辞典｣のコーナーで｢汚文字女王｣とされたが、同番組の企画で練習して克服した。

## 出演

### テレビ
- ゲーマーズTV 夜遊び三姉妹 〜今夜も上上下下左右左右BA〜（2010年11月4日 - 2013年3月28日、日本テレビ） - 「GAME ZERO」キャスター
- アカデミーナイト（2010年 - 、TBS）
- ゲームのじかん（2010年 - 、ニコニコ動画）
- ヒルナンデス!（日本テレビ） - 準レギュラー
- ゲーム★マニアックス（2012年7月7日 - 2016年12月、アニマックス）
- ぷれサタ!（2012年 - 2013年、東海テレビ）
- notty★live7時間（2012年 - 2013年、NOTTV）
- 青木隆治のエンタメまるっとLIVE（2013年 -　2014年3月、NOTTV）
- 橋本道場 負けて勝つ!（2016年10月9日 - 22日、ぽにちゃん）

### 映画
- 鉄拳 ブラッド・ベンジェンス（2011年9月3日、アスミック・エース）
- 探偵はBARにいる2 ススキノ大交差点（2013年5月11日、東映） - ヒロミ 役[23]
- 鬼灯さん家のアネキ（2014年9月6日、KADOKAWA / SPOTTED PRODUCTIONS） - 水野麻衣 役

### CM
- コーセー「米肌」
- ヤーマン「ノーノーヘア」
- コロプラ「スリングショットブレイブズ」
- アプリゲーム『ファイトリーグ』（2017年6月、ミクシィ・XFLAG スタジオ）[24][25]– タッグプレイ・佐藤聖羅＆佐藤かよ編
- 2017 タイニーメタル佐藤かよ編
- 2021春 GU「ファッションは自由だ」

### PV
- Juliet - 「大好き」

### イベント
- GirlsAward（国立代々木競技場第一体育館）
  - 2011 AUTUMN/WINTER（2011年11月12日）[12]
  - 2013 AUTUMN/WINTER（2013年9月28日）[16]
  - 2014 SPRING/SUMMER（2014年4月19日）[26]
- 東京ガールズコレクション
  - 2012 AUTUMN/WINTER（2012年10月13日、さいたまスーパーアリーナ）[13]
  - 2013 SPRING/SUMMER（2013年3月2日、国立代々木競技場第一体育館）[14]
  - 2013 AUTUMN/WINTER（2013年8月31日、さいたまスーパーアリーナ）[15]

## 書籍
- SPY GIRL（2008年 - 2009年、ダブリュエヌコーポレーション） - 専属モデル
- BLENDA（角川春樹事務所） - 読者モデル

### フォトエッセイ
- Re-born（2011年6月23日、講談社）ISBN 978-4063895445